# Șanțul lateral cerebral

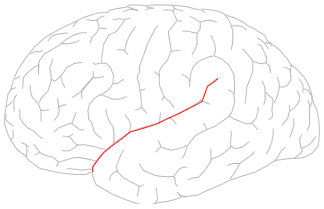
Reprezentare schematică a fisurii craniene

Șanțul lateral cerebral (Sulcus lateralis cerebri) sau scizură laterală cerebrală, fisura laterală cerebrală, fisura cerebrală laterală (Fissura cerebri lateralis), scizura Sylvius, fisura sylviană (engleză Lateral sulcus, denumită și fisura silviană) e una dintre cele mai proeminente structuri ale creierului uman.

## Anatomie
Fisura laterală divide lobii frontal și parietal deasupra celui temporal. Se găsește în ambele emisfere cerebrale, dar este mai lungă în cea stângă. Fisura laterală e una dintre primele structuri care se dezvoltă in creierul uman, apărând în a paisprezecea săptămână de gestație.

## Etimologie
A fost numită fisura silviană, după Franciscus Sylvius (1614–1672), profesor de medicină la Universitatea din Leiden.

## Imagini

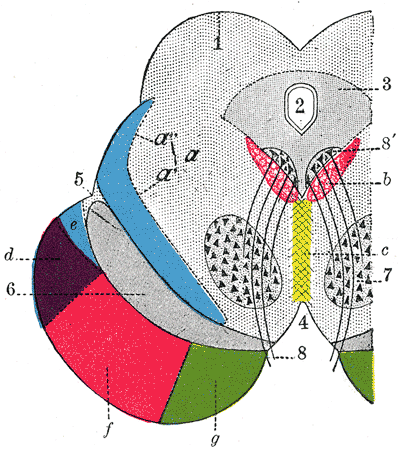
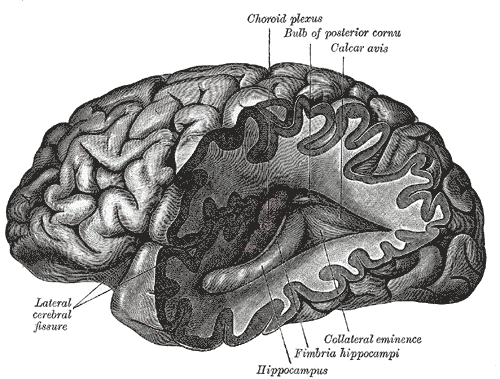
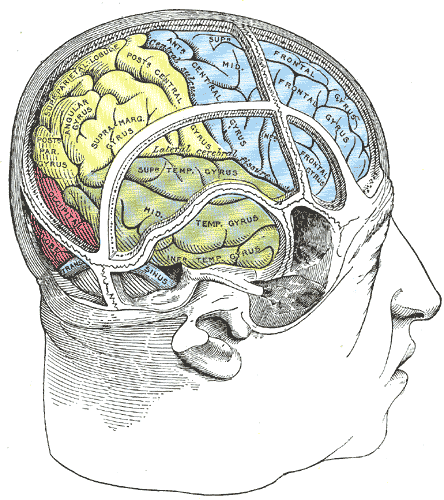
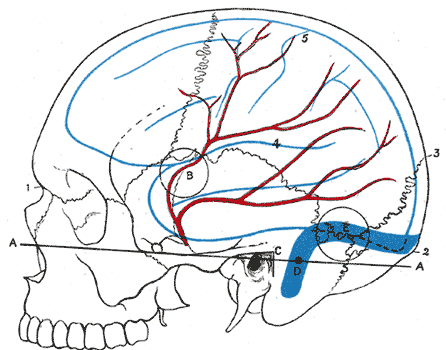
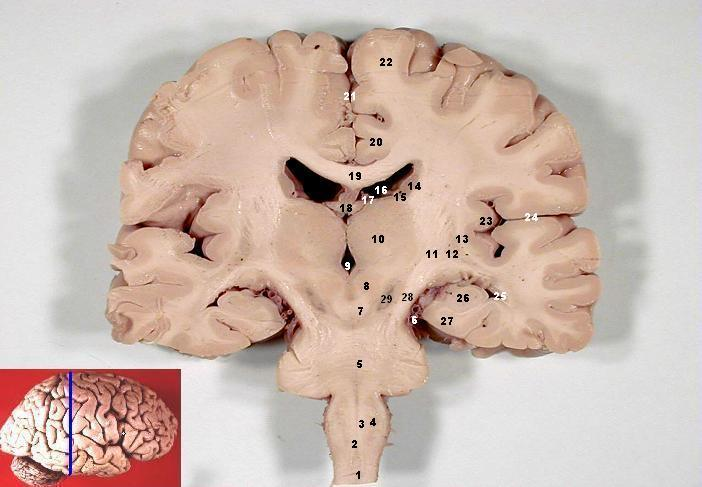

Format: Cortexul cerebral